# بوفناو
بوفناو (به آلمانی: Bovenau) یک شهر در آلمان است که در رندسبورگ-اکرنفورده واقع شده‌است. بوفناو ۱٬۰۹۸ نفر جمعیت دارد.